# Boel Flodgren
Maj Boel Flodgren, född Ohlsson 17 november 1942 i Örebro, är en svensk jurist, professor och tidigare  universitetsrektor. Hon är dotter till överläkaren Wilhelm Ohlsson och juris kandidat Maj Ohlsson (född Fagerlin).
Boel Flodgren avlade juris kandidatexamen 1967, blev juris doktor 1978 och docent i civilrätt 1979. Hon har även varit prokurator vid Wermlands nation, studievägledare, och universitetslektor vid Lunds universitet 1973-1984. Åren 1984-1986 var hon tillförordnad professor och blev 1987 professor i handelsrätt. Mellan 1992 och 2002 var Flodgren Rectrix Magnifica för Lunds universitet. Hon är sedan 2006 inspektor vid Juridiska föreningen i Lund.
Boel Flodgren har gett namn åt Boelspexarna, Lunds enda nuvarande spexensemble med enbart kvinnor på scenen. I samband med att spexet grundades 1994 utnämndes hon till dess första Hedersledamot.
År 2011 utnämndes hon till hedersdoktor vid Universitetet i Oslo.